# Ponana areya
Ponana areya är en insektsart som beskrevs av Delong 1981. Ponana areya ingår i släktet Ponana och familjen dvärgstritar. Inga underarter finns listade i Catalogue of Life.